# 53
Năm 53 là một năm trong lịch Julius.